# 豊川用水
豊川用水（とよがわようすい）は、愛知県豊橋市をはじめとする東三河地域、渥美半島、および静岡県湖西市を潤す用水路。
豊川水系のほか天竜川水系からも取水する大規模な農業水利事業である。

## 歴史

### 年表
- 1949年（昭和24年） - 国営の豊川用水農業水利事業開始[1]。
- 1958年（昭和33年） - 宇連ダム完成[1]。
- 1961年（昭和36年） - 愛知用水公団が事業を引き継ぐ[1]。
- 1968年（昭和43年） - 愛知用水公団と水資源開発公団が合併。豊川用水完成[1]。
  - 大野頭首工において完工式・全面通水。豊川用水管理事務所が発足。
- 1999年（平成11年） - 豊川用水施設緊急改築事業が完成。
- 2001年（平成13年） - 大島ダム完成。
- 2002年（平成14年） - 豊川総合用水事業が完成。
- 2003年（平成15年） - 独立行政法人 水資源機構が発足。
- 2018年（平成30年） - 通水50周年。

### 沿革

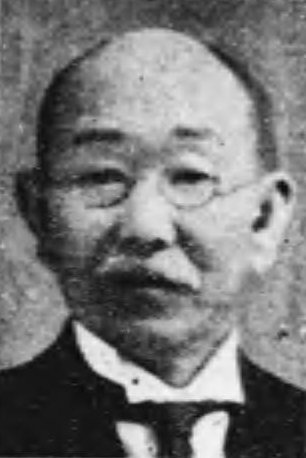
豊川用水の建設を提唱した近藤寿市郎

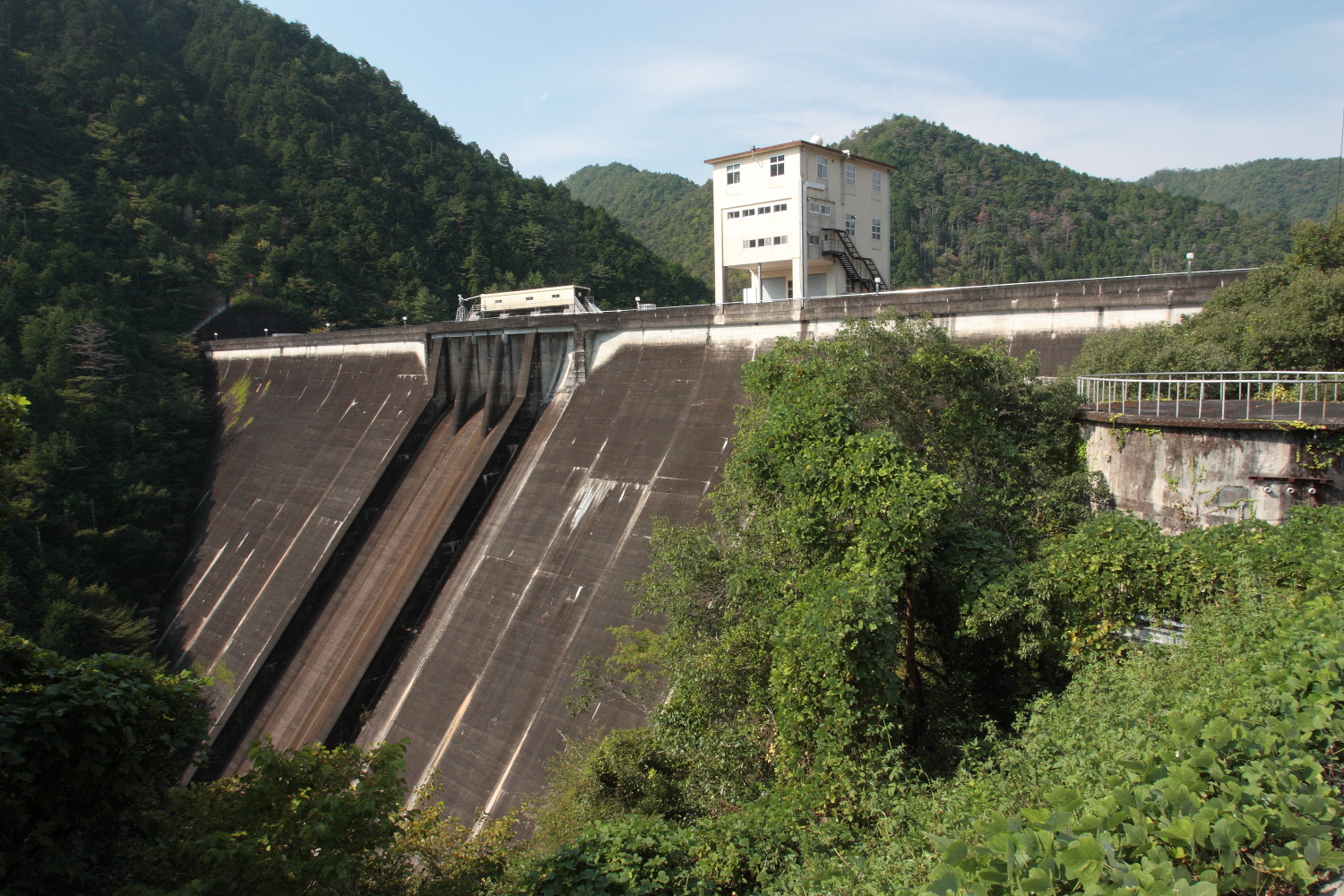
宇連ダム

尾張地方の木曽川、西三河地方の矢作川と並び、東三河地方を流れる豊川は愛知県の三大河川のひとつである。東三河地方唯一の水源河川でもある。寒狭川と宇連川が長篠で合流し、豊橋平野を流れて渥美湾に注いでいる。東三河地方は、昔から幾度となく旱魃に悩まされてきた。特に南端にある渥美半島には大きな河川が無く、日照りが続くとすぐに旱害が発生した。
近世には豊川を水源とする牟呂用水や松原用水などの農業用水があった。豊川右岸の開発のために、1567年（永禄10年）には井堰や水路が築造され、1869年（明治2年）には井堰が松原に移築されている（松原用水）。豊川左岸や渥美湾沿岸の開発のために、1888年（明治21年）に松原井堰の上流約4㎞に井堰が築造されている（牟呂用水）。近代には豊橋市や豊川市の水道水にも使われていたほか、工業用水や発電用にも使用された。
何とかこの地域に東三河を流れる豊川の水を引こうと考えたのが、渥美郡高松村（現・田原市）出身の近藤寿市郎だった。近藤寿市郎は、視察に訪れたインドネシアでの農業水利事業をヒントに、豊川上流の鳳来町（現・新城市）にダムを建設し、貯めた水を東三河地方に導水するという発想を抱き、実現させようと、地元の人々に構想を説き、自らも国らに精力的に働きかけた。当時の人々には豊川用水の他にも「豊橋港を大きくして整える」「赤羽根町の池尻川を漁港にする」という3つを指して「近寿の三大ホラ」と言われたが、今ではそのすべてが実現し、東三河地方の人々の暮らしを豊かにしている。
1930年（昭和5年）以降には全国的に昭和農業恐慌が起こり、日本政府は小規模で成果の高い事業に注力したため、巨額な事業費のかかる豊川用水は先送りにされた。1937年（昭和12年）以後の日中戦争・太平洋戦争や、東三河地方には高師原・天伯原などの軍用地が多く存在したことも、豊川用水の建設がなかなか実施されなかった理由である。
太平洋戦争終戦から4年目の1949年（昭和24年）9月、宇連ダムを皮切りに国営事業として豊川用水の建設工事が始まった。1958年（昭和33年）、農業用水だけでなく、水道用水や工業用水の開発が追加され、1961年（昭和36年）に愛知用水公団に引き継がれることとなり、1968年（昭和43年）5月30日、大野頭首工で全面通水式が挙行された。
水を安定して確保できるようになったことで東三河の農業は大きく発展し、全国有数の農業地帯を形成するようになった。特に渥美半島で農業産出額が大きく伸びており、2006年度（平成18年度）には田原市の農業生産額が全国の自治体の内で第1位となった。通水した1968年（昭和43年）には、豊川用水流域の農業産出額は370億円だったが、2015年（平成27年）には4.3倍のおよそ1600億円となった。田原市の農業産出額は、2014年（平成26年）が813億円、2015年（平成27年）が820億円、2016年（平成28年）が853億円であり、3年連続で全国の自治体の中で1位である。
2018年（平成30年）6月1日には全面通水から50年を迎えた。また再生エネルギーの利用促進等を目的とした小電力発電施設の本格運用が開始された。6月3日には豊橋市の豊橋駅南口駅前広場で記念行事が開かれ、物産展や学習行事が行われた。9月29日には豊川用水通水50周年記念行事実行委員会が豊橋市で記念式典を開催した。

## ギャラリー

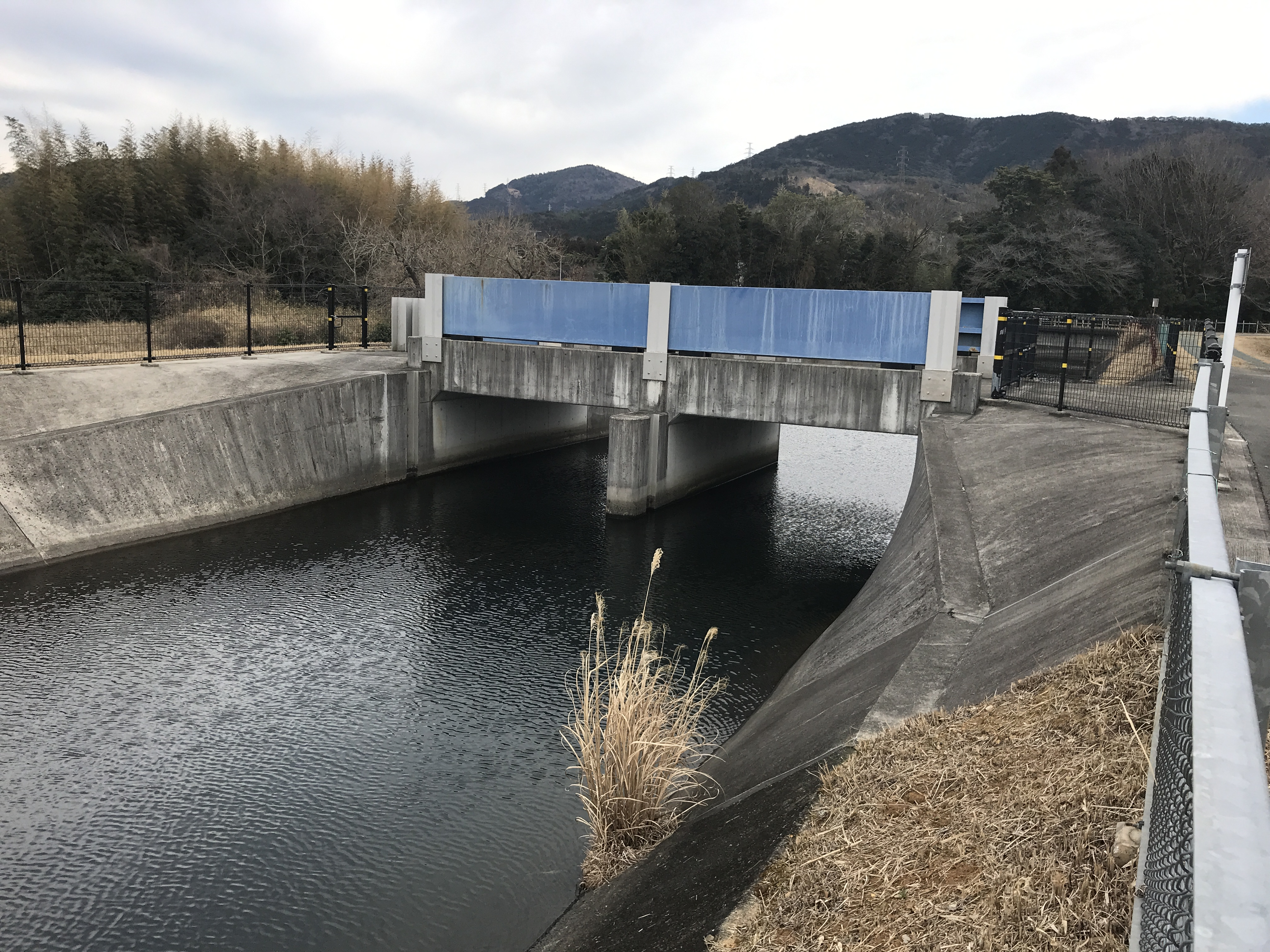
豊川用水の富岡第1開水路（東72地点）
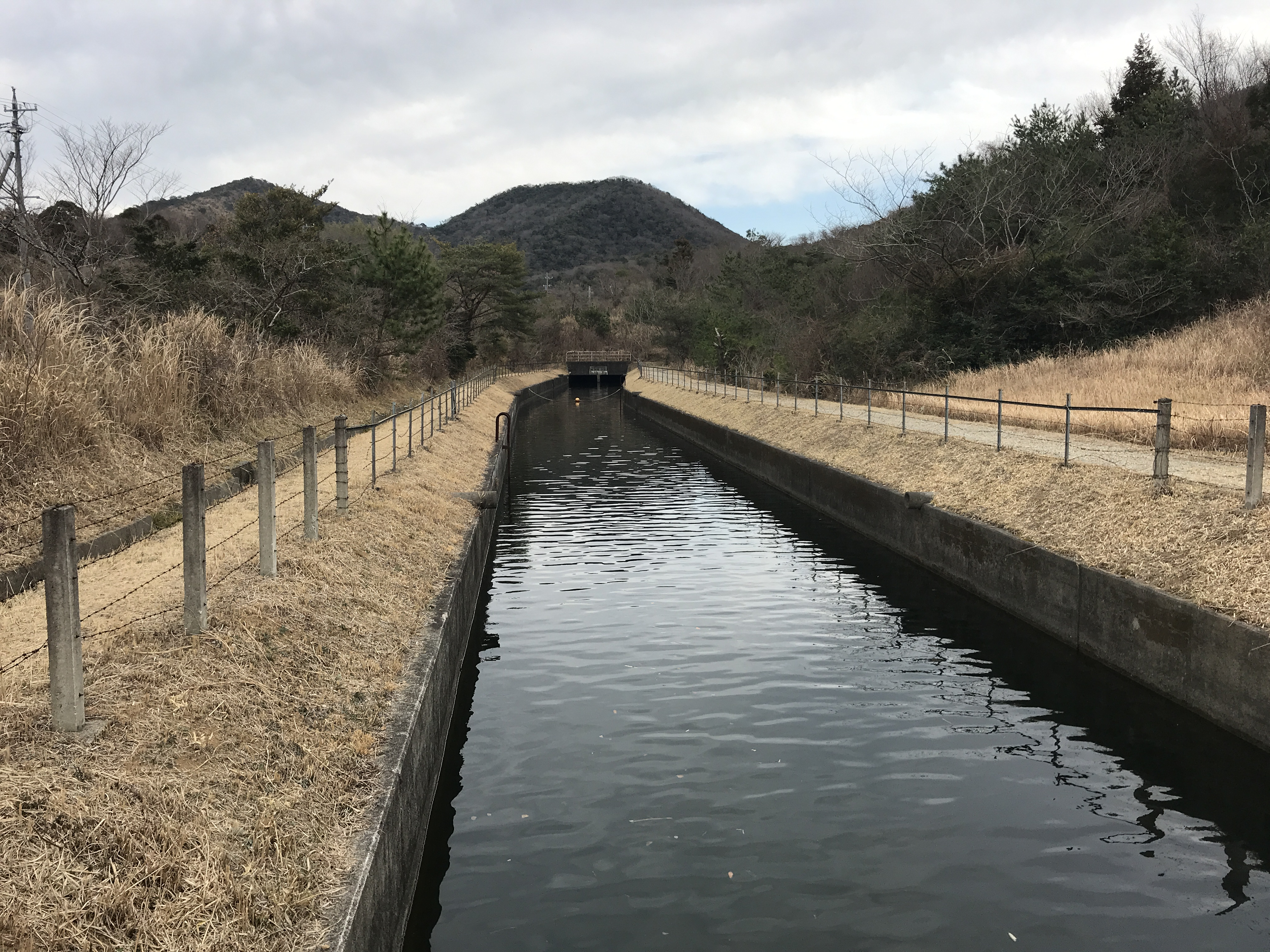
豊川用水の富岡第2開水路（東92地点）
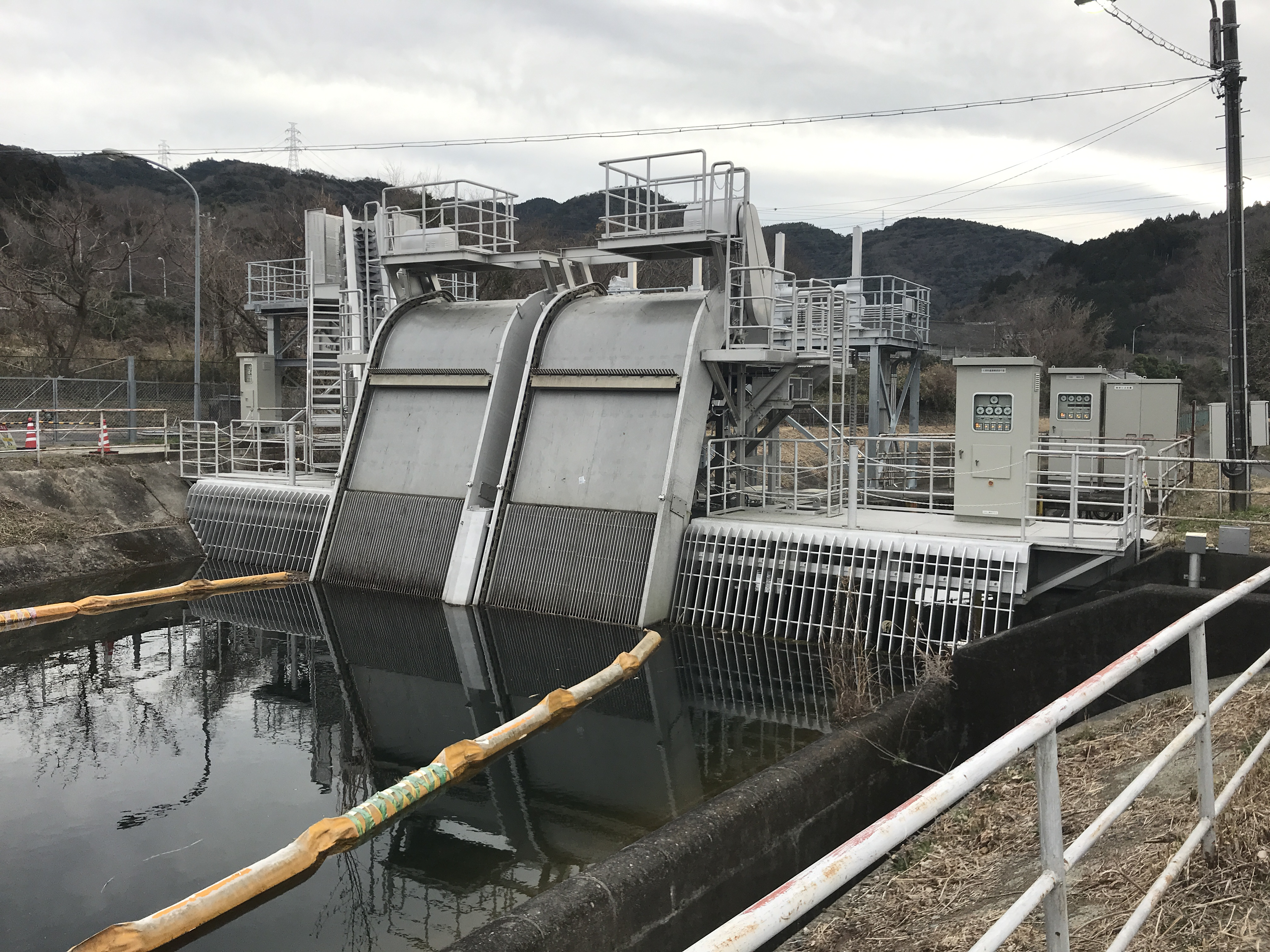
愛知県 新城市 大原調整池付近 サイフォン

## 流域の自治体
豊川用水の水を利用する自治体
- 東部幹線水路：新城市、豊橋市、湖西市、田原市
- 西部幹線水路：豊川市、蒲郡市

## 天竜川水系からの取水
豊川用水は1957年（昭和32年）1月18日に愛知用水公団と電源開発株式会社の間で締結された覚書により天竜川水系佐久間ダムからは佐久間ダム取水施設ならびに大入川からは大入頭首工および大千瀬川からは振草頭首工を通じて取水している。。
2019年（令和元年）現在においても宇連ダムの貯水率が低下するなど渇水が生じた際には、佐久間ダムから豊川用水への導水を行っている。

## 豊川用水の施設
宇連ダム（新城市、旧・鳳来町）
宇連川を堰止めて建設された豊川用水の最初のダム。宇連川だけでなく、天竜川の支流（大入川、振草川）から取水された水も貯える。2,842万立方メートル。直線越流型重力式コンクリートダム。
大島ダム（新城市、旧・鳳来町）
大島川を堰止めて建設された豊川用水の二番目のダム。1,130万立方メートル。
大入頭首工・導水路と振草頭首工・導水路
天竜川水系の大入川（おおにゅうがわ）から大入頭首工で取水された水は約2.6kmの導水路を通り、同じ天竜川水系の振草川に流れる。大入川からの水と振草川の水は振草頭首工で取水され、その水は約6.1kmの導水路を通り、宇連ダムへ流れる。
大入頭首工
位置：愛知県北設楽郡豊根村大字上黒川字川合向4番地先（大入川右岸)、愛知県北設楽郡豊根村大字上黒川字川合59番地の8地先（大入川左岸）
構造：全可動ぜき、せき長：43.8m、せき上高：4.0m、せき柱鉄筋コンクリート構造3基
取水ゲート：幅3.0m、高さ2.4m、1門
取水量：最大5.0立米/秒
振草頭首工
位置：愛知県北設楽郡東栄町大字中設楽字西向3番地の1の先（大千瀬川右岸）
愛知県北設楽郡東栄町大字中設楽字外富田4番地先（大千瀬川左岸）
構造：全可動ぜき、せき長：45.4m、せき上高：4.5m、せき柱鉄筋コンクリート構造3基
取水ゲート：幅3.0m、高さ2.6m、3門
取水量：最大15.0立米/秒
佐久間導水路
天竜川中流にある佐久間ダムから期間（5月6日から9月20日）限定で宇連ダム下流の亀淵川へ導水する約14.2kmの水路である。分水量は年間5,000万立方メートル、毎秒14立方メートルまでと決められている。
位置：愛知県北設楽郡豊根村大字古真立字千尋5番地の1地先
構造：ハウエルバンガーバルブ、経：1,350mm、減勢工、鉄筋コンクリート造：38,575m、バルブ中心標高：210m
取水量：最大14立米/秒、取水総量：年5,000万立米以内
寒狭川頭首工・導水路
鳳来町長楽で豊川（寒狭川）から取水する。取水された水は約5.3kmの導水路を通り、大野頭首工の上流（宇連川）に流れる。
大野頭首工
宇連ダムや佐久間ダムからの水を新城市大野地点の宇連川から東西幹線水路に取水する。
東西幹線水路（東部・西部）
総延長約112kmの用水路である。大野頭首工から始まる水路は新城市東部・日吉の山中にある東西分水工で東部と西部の2つの幹線水路に分かれる。東部幹線水路（約76km）は渥美半島の先端にある調整池（初立池）まで、西部幹線水路（約36km） は豊川市を通り蒲郡市（蒲郡調整池）まで流れる。
調整池
東部幹線水路には初立池、三ツ口池、大原調整池（五葉湖）、万場調整池、芦ヶ池の5つの調整池、西部幹線水路には駒場池、蒲郡（旧・豊岡池）の2つの調整池がある。

## 牟呂・松原用水の施設

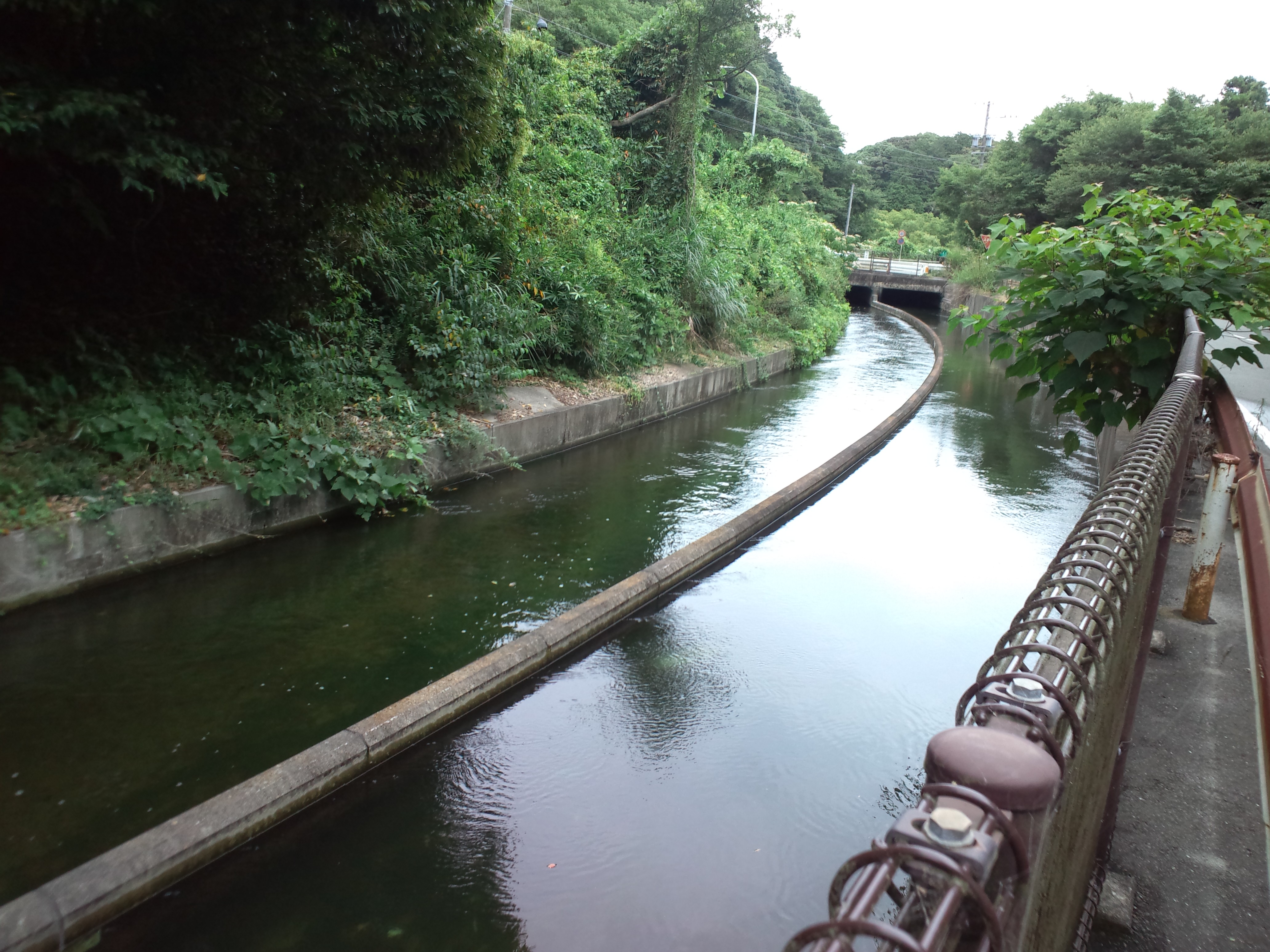
牟呂用水

牟呂松原頭首工
はじめは牟呂と松原でそれぞれの頭首工があったが、昭和に入り統合され、現在は新城市一鍬田で豊川から牟呂松原幹線水路に取水している。
牟呂松原幹線水路
頭首工から松原分水工までの5.3kmが共用となっており、その後、牟呂用水（約18km）は豊橋市神野新田まで、松原用水（約10km）は豊川および同放水路を横断して豊橋市大村町まで水を運ぶ。

## 小電力発電施設
二川発電所（豊橋市）
発電出力：7kW
大島ダム発電所（新城市）
発電出力：240kW
宇連ダム発電所（新城市）
発電出力：760kW
駒場池流入工発電所（豊川市）
発電出力：49.9kW